# Miron Zlatin
Pour les articles homonymes, voir Zlatin.
Miron Zlatin, né le 21 septembre 1904 à Orcha (Russie) et mort en Estonie en juillet 1944, est un agronome français d'origine juive russe, engagé dans l'accueil et la protection d'enfants réfugiés pendant la Seconde Guerre mondiale. 
Installé dans le sud de la France avec son épouse Sabine Zlatin, il participe à la création de la « colonie d’enfants réfugiés de l’Hérault » à Izieu en Ain, en avril 1943. Il en assure la direction effective durant l’année 1943-1944, Sabine Zlatin étant souvent absente en raison de ses activités humanitaires. 
Le 6 avril 1944, il est arrêté lors de la Rafle d'Izieu, en même temps que 44 enfants et 7 adultes, organisée par Klaus Barbie. Son nom fut mentionné au procès Barbie en 1987, au cours duquel l’ancien chef de la Gestapo de Lyon fut reconnu coupable de crimes contre l’humanité.
Détenu à la prison de Montluc à Lyon, Miron Zlatin est ensuite transféré au camp de Drancy, puis déporté vers Tallinn, dans le convoi no 73, avec trois adolescents de la colonie. Il est exécuté par les S.S. en juillet 1944.

## Biographie

### Origines et formation (1904–1929)
Miron (Yoni) Zlatin naît le 21 septembre 1904 à Orcha (alors en Russie, aujourd'hui en Biélorussie), où son père, Roger est entrepreneur d'un flottage de bois sur le Dniepr. En 1918, la famille Zlatin aurait fui la révolution russe pour s’installer à Varsovie (Pologne).
De 1924 à 1927, Miron-Michel suit des études supérieures d’agronomie à Nancy (France). Il y rencontre Sabine Zlatin, polonaise, étudiante en lettres et histoire de l'art. Ils se marient à Nancy le 31 juillet 1927, puis à Varsovie le 8 octobre 1928.

### Carrière avicole en France (1929–1941)
En 1929, après avoir occupé divers emplois en Limousin, dans la Loire et dans la région de Compiègne, Miron-Michel et Sabine Zlatin s'installent à Landas (Nord), près de la frontière belge. Ils y reprennent une ferme avicole.
Miron-Michel modernise l'exploitation en y introduisant des couveuses de grande capacité, alors quasi inconnues en France. Il développe aussi une activité de sélection de races de poules, notamment deux variétés de la race « Bleue de Hollande ».
En 1939, il obtient la médaille d'or de la Reconnaissance agricole lors de l'exposition agricole de la Porte de Versailles. Le président de la République, Albert Lebrun, le félicite personnellement et lui propose la naturalisation française.
En septembre 1939, à l’entrée en guerre, Sabine commence une formation d'infirmière militaire à la Croix-Rouge à Lille. Le 11 mai 1940, au lendemain de l'invasion allemande de la Belgique, Miron quitte Landas pour Paris, où il retrouve Sabine. Le couple quitte ensuite Paris pour Montpellier fin mai ou début juin 1940.
De août 1940 à août 1941, Miron-Michel travaille dans l'élevage avicole du propriétaire du château et domaine de Jacou, un petit village à 6 km au nord-est de Montpellier.

### La guerre et l’engagement humanitaire (1941-1943)
En août 1941, Miron-Michel crée son propre élevage à la « villa des pins » à Montpellier, avec l'aide de Jean Lang et de Paul Niedermann, un adolescent sauvé du camp de Rivesaltes par Sabine Zlatin.
Le 11 novembre 1942, à la suite de l'occupation allemande de la zone sud, Miron-Michel quitte Montpellier en train avec Paul Niedermann, Jean Lang et un autre adolescent, Théo Reiss. Ils rejoignent Vic-sur-Cère (Cantal), où l'Œuvre de secours aux enfants (O.S.E.) a transféré son siège après avoir quitté Montpellier.
Miron-Michel est alors employé par l'Union générale des israélites de France en tant qu'« instructeur technique ». En réalité, il occupe le poste d'intendant au Touring-Hôtel, un établissement loué par les Amitiés Chrétiennes et mis à disposition de l'O.S.E. pour héberger des jeunes filles sorties du camp de Gurs.
Début 1943, le préfet du Cantal ordonne la fermeture du centre de Vic-sur-Cère. Miron-Michel est alors affecté temporairement au château de Chabannes à Saint Pierre de Fursac, dans la Creuse, un autre centre de l'O.S.E., en tant qu'économe-intendant.
En mars-avril 1943, le couple quitte Montpellier avec 17 enfants juifs pour Chambéry, puis s'installe dans le petit village d'Izieu dans l'Ain. À l'initiative de Sabine Zlatin — qui sera plus tard surnommée la Dame d'Izieu —, ils y fondent la colonie des Enfants d’Izieu, qui accueille des enfants juifs orphelins (mais aussi non juifs) dans l'objectif de les mettre à l'abri, notamment en les faisant passer en Suisse. Cette colonie, officiellement nommée colonie d'enfants réfugiés de l'Hérault, est fondée à l'initiative de Sabine Zlatin, avec le soutien du préfet délégué de l'Hérault, Jean Benedetti, de son secrétaire général Roger Fridrici, ainsi que de Pierre-Marcel Wiltzer, sous-préfet de Belley. Le choix du village d'Izieu s'explique notamment par sa situation dans la zone d'occupation italienne, alors exempte de persécutions antisémites, et par sa relative proximité avec la Suisse.

### Arrestation, déportation et mort (1944)
La colonie d'Izieu devient progressivement connue, et de plus en plus de familles y confient leurs enfants dans l’espoir de les mettre en sécurité. Le couple Zlatin participe activement au sauvetage d'enfants juifs, notamment depuis les camps d'internement d'Agde, de Rivesaltes et de Gurs. Sabine Zlatin joue un rôle central dans ces opérations, se déplaçant régulièrement pour organiser des transferts et trouver des solutions de placement.
Le 6 avril 1944, la Gestapo de Lyon, investit la maison d'Izieu. Quarante-quatre enfants et leurs sept éducateurs sont arrêtés. Sabine, absente ce jour là — car partie à Montpellier pour solliciter d l'aide de l'abbé Prévost afin de mieux dissimuler les enfants — échappe à la rafle. Les personne arrêtées sont d'abord détenus à la prison de Montluc à Lyon les 6 et 7 avril 1944, puis transférés au camp de Drancy.
Le 15 mai 1944, Miron-Michel est déporté, depuis la gare de Bobigny dans le convoi no 73 jusqu'à Reval (aujourd'hui Tallinn, en Estonie), avec trois adolescents de la colonie : Théo Reiss, Arnold Hirsch et Jean Lang. Interné à la prison Paterei, Miron est contraint de travailler dans une carrière. Il est fusillé par les S.S. à la fin du mois de juillet 1944, peu avant l'arrivée de l'Armée rouge.
Après la guerre, Sabine Zlatin demande à ce que son mari soit reconnu comme résistant. Sa demande est rejetée par l'administration française, au motif que Miron Zlatin n'avait appartenu à aucun groupe de résistance dans le département de l'Ain et n'avait participé à aucune action armée ou clandestine.

## Mémoire et hommages
- Le 7 juillet 1946, la commune de Landas, dans une cérémonie, a rendu hommage à Miron (ainsi qu'à deux résistants). La rue où était située sa ferme a été rebaptisée rue Miron Zlatin. Une plaque à sa mémoire figure sur le mur de la maison où il vécut. Son nom est inscrit sur le monument aux morts de la commune.
- Son nom figure sur le mur des déportés à Paris, ainsi que sur deux plaques à Izieu. Sa fonction de directeur est citée dans la stèle de Brégnier-Cordon, bourg proche d'Izieu.
- En 2014, une allée Sabine-et-Miron-Zlatin est inaugurée à Castelnau-le-Lez, à proximité de la Maison de la petite enfance Sabine Zlatin de Jacou, créée en 2008.
- En 2015, une rue Sabine et Miron Zlatin a été inaugurée à Montpellier par son maire P. Saurel, en présence de Paul Niedermann.
- Le 17 mars 2017, à Jacou, une plaque à la mémoire de Miron Zlatin, sur le mur de la Maison des Jeunes et de la Culture, est dévoilée par le maire et vice-président du Conseil départemental chargé de la Culture, R. Calvat. Une exposition, organisée par l'association « Jacou, Histoire et Patrimoine », des films de témoins ayant connu Miron, une brochure ont retracé sa vie.